# Gedichtencyclus
Een gedichtencyclus is een verzameling gedichten die tezamen een eenheid vormen qua verhaal of thema. Vaak wordt een verhaal in dichtvorm verteld, maar dat hoeft niet per se het geval te zijn.
Een bekend voorbeeld is de cyclus Kindertotenlieder van Friedrich Rückert.
Een bijzondere vorm is de sonnettenkrans.